# Сайфуллин, Ильназ Ирекович
Ильназ Ирекович Сайфуллин (род. 15 июня 1989 года, г. Набережные Челны, Татарская АССР) — российский кикбоксер, трехкратный чемпион мира, четырёхкратный чемпион Европы, трехкратный обладатель кубка мира, пятикратный чемпион России среди студентов, девятикратный чемпион России, чемпион мира среди профессионалов по версии ISKA и WAKO PRO. Заслуженный мастер спорта России.

## Биография
Начал заниматься единоборствами в родном городе. В 2007 году впервые выиграл первенство России, выполнив норматив «Мастера спорта России». Попав в состав юниорской сборной команды страны, выиграл первенство Европы в Португалии. После этого переехал в Челябинск (один из центров российского кикбоксинга) и начал заниматься под руководством главном тренера национальной сборной Фаригата Касымова.
С 2008 по 2017 гг. выступал за сборную России.
В 2009 году, выиграв чемпионат мира в Италии, выполнил норматив «Мастера спорта международного класса».
В 2013 году стал чемпионом мира среди профессионалов по версии ISKA (весовой категории до 54,5 кг), одолев француза Александра Прилипа.
В 2015 году стал чемпионом мира среди профессионалов по версии WAKO PRO, выиграв у итальянца Марко Атзори (Marco Villio Atzori).
Лауреат премии законодательного собрания Челябинской области.
Учился в Челябинской государственной агроинжерной академии. Позднее преподавал на кафедре физического воспитания и спорта ЮУрГАУ. В 2017 году вернулся в Татарстан, где работает преподавателем на кафедре теории и методики физической культуры и спорта Поволжской академии физической культуры, спорта и туризма, а также тренирует сборные академии по боксу и кикбоксингу. Заместитель председателя Федерации кикбоксинга Татарстана.